# جين لانسينغ
جين لانسينغ (بالإنجليزية: Gene Lansing)‏ هو لاعب كرة قاعدة أمريكي، ولد في 11 يناير 1898 في ألباني في الولايات المتحدة، وتوفي في 18 يناير 1945 في رينسيلار في الولايات المتحدة.

## وصلات خارجية
- جين لانسينغ على موقعبيزبول رفرنس.كوم (الدوري الرئيسي) (الإنجليزية)
- جين لانسينغ على موقعبيزبول رفرنس.كوم (الدوري الثانوي) (الإنجليزية)